# 五台山风景名胜区

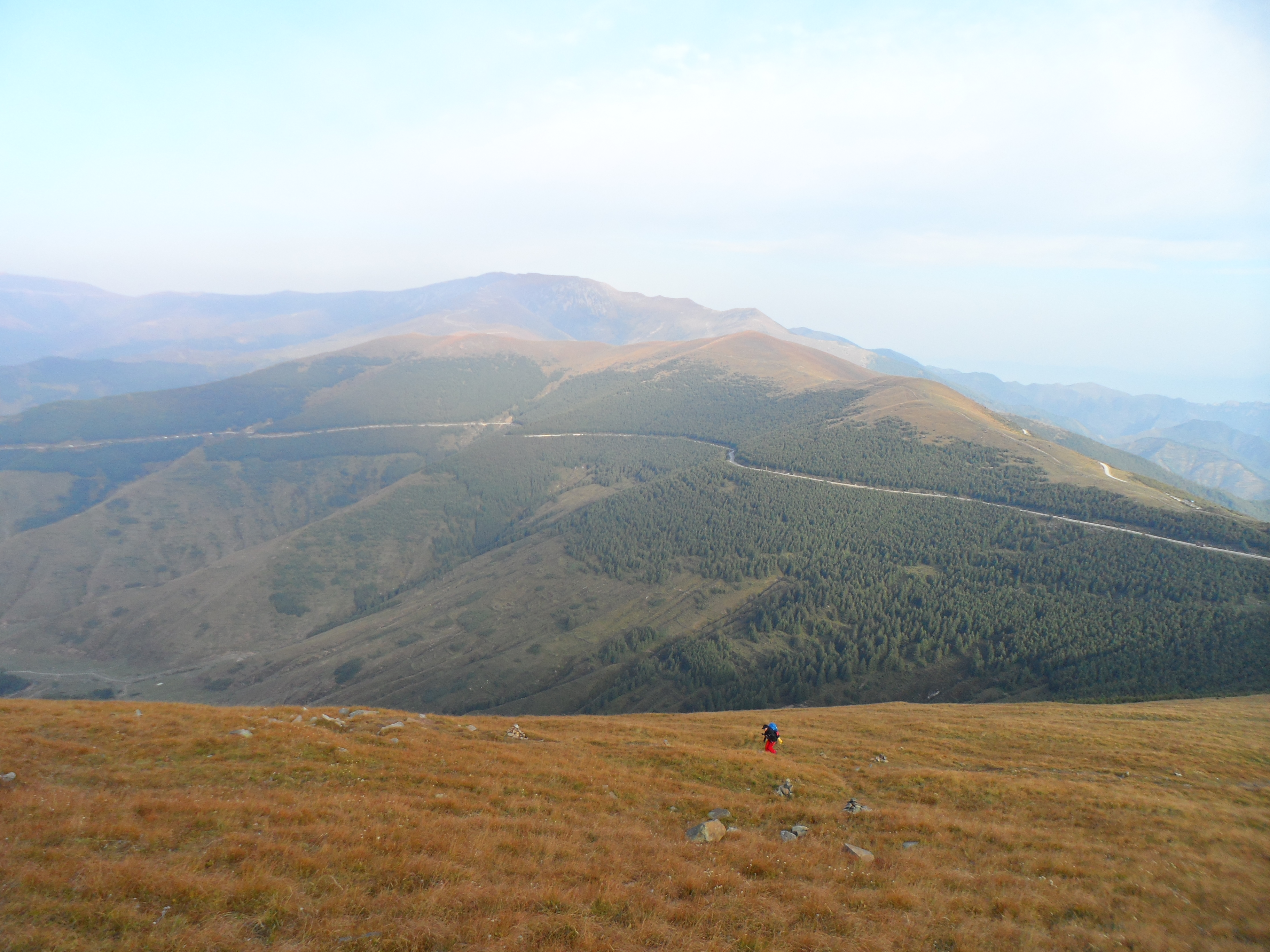
五台山东台远眺

五台山风景名胜区，是中國山西省五台县的准行政区划。负责管理五台山景区的各项工作，行使县级政府的若干权力，管辖范围包括台怀镇、石咀镇、金岗库乡，总面积约286平方公里。

## 历史

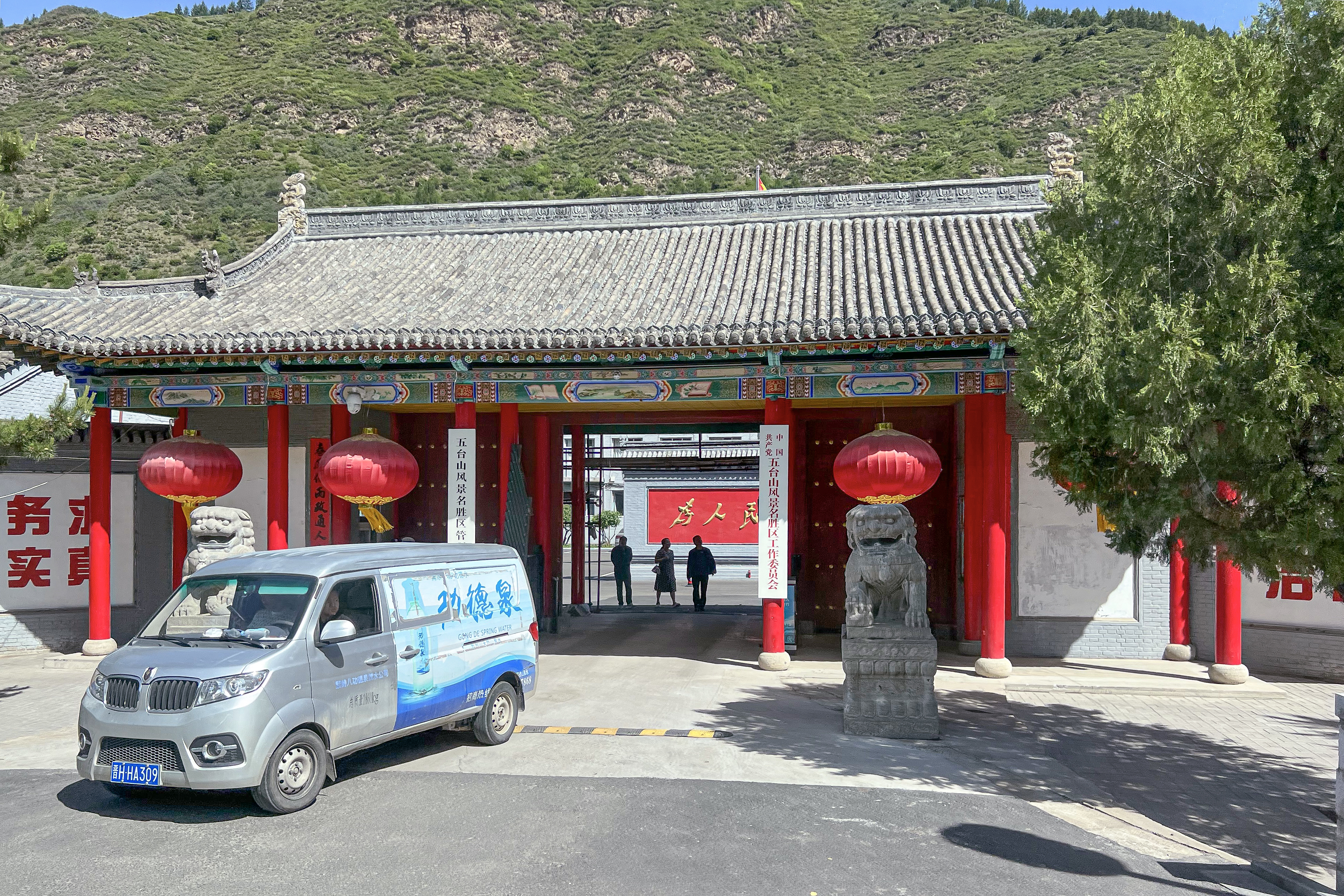
五台山风景名胜区管委会及党工委

1988年11月19日，山西省人民政府向山西省人大常委会提请审议《关于成立五台山风景名胜区人民政府的议案》。1988年11月30日，省七届人大常委会第六次会议审议通过了《关于成立五台山风景名胜区人民政府的决定》。
2007年7月27日五台县第十四届人民代表大会 常务委员会第二次会议，根据主任会议的提请，决定任命：任建华为五台山风景名胜区人民政府区长。根据五台山风景名胜区人民政府区长任建华的提请，决定任命：梁有升、吕更美、白书芳、刘有良、郑斌秀、罗世平为五台山风景名胜区人民政府副区长。
2015年11月26日，忻州市人民政府向山西省人民政府提出成立五台山风景名胜区管理委员会的请示。山西省人民政府第105次常务会原则同意。2016年1月20日，山西省第十二届人大常委会第二十四次会议废止《关于成立五台山风景名胜区人民政府的决定》。
2016年6月15日，五台山风景名胜区人民政府撤销，五台山风景名胜区党工委、五台山风景名胜区管委会正式成立。直属忻州市人民政府。